# Brauhaus Schreckenskammer

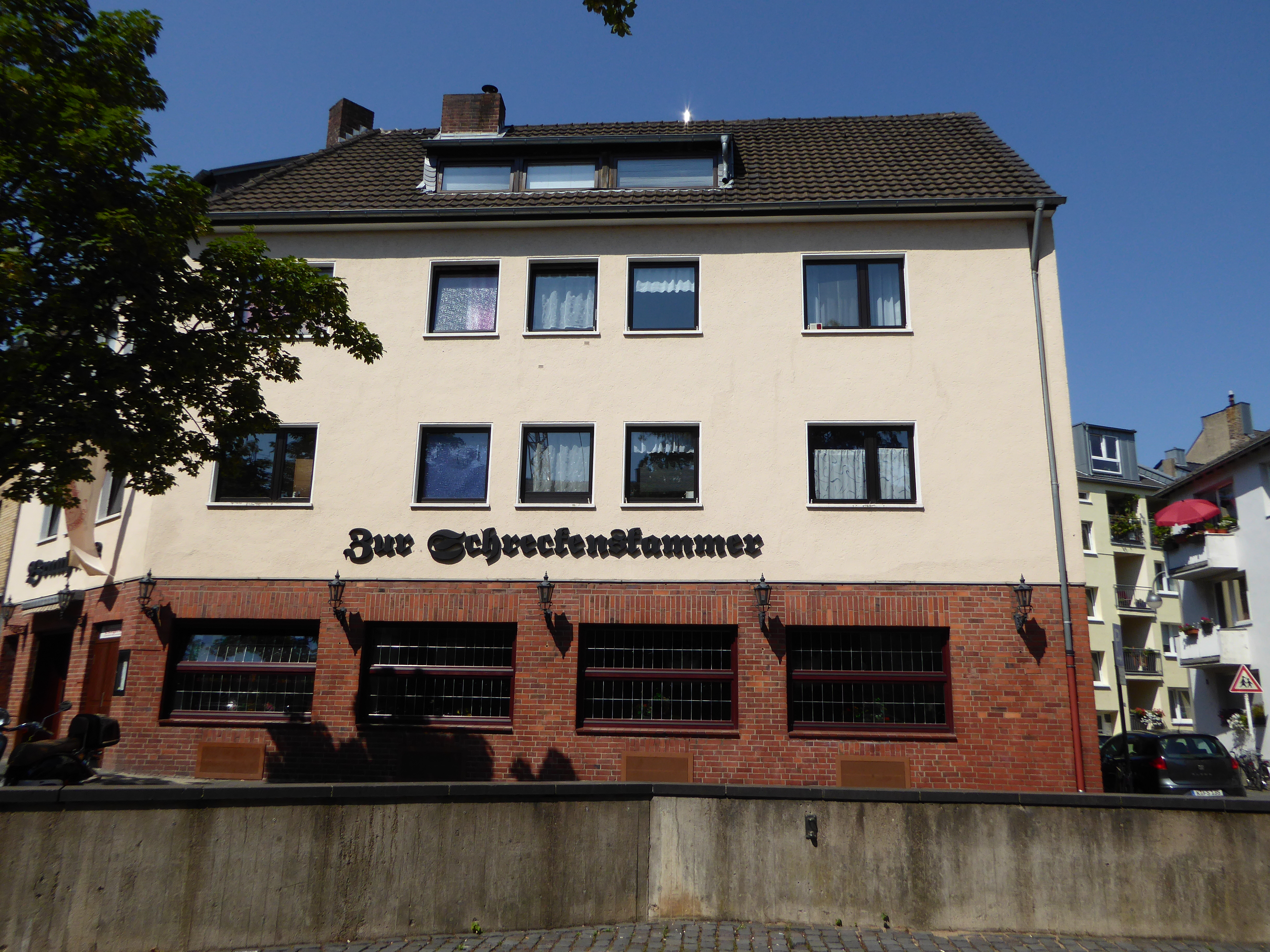
Außenansicht der Gaststätte

Das Brauhaus Schreckenskammer (auch: Zur Schreckenskammer) in Köln ist eine in der Kölner Altstadt Nord gelegene Gaststätte, die eine eigene Kölschsorte brauen lässt und in der Tradition eines der ältesten Brauhäuser der Stadt steht.

## Geschichte

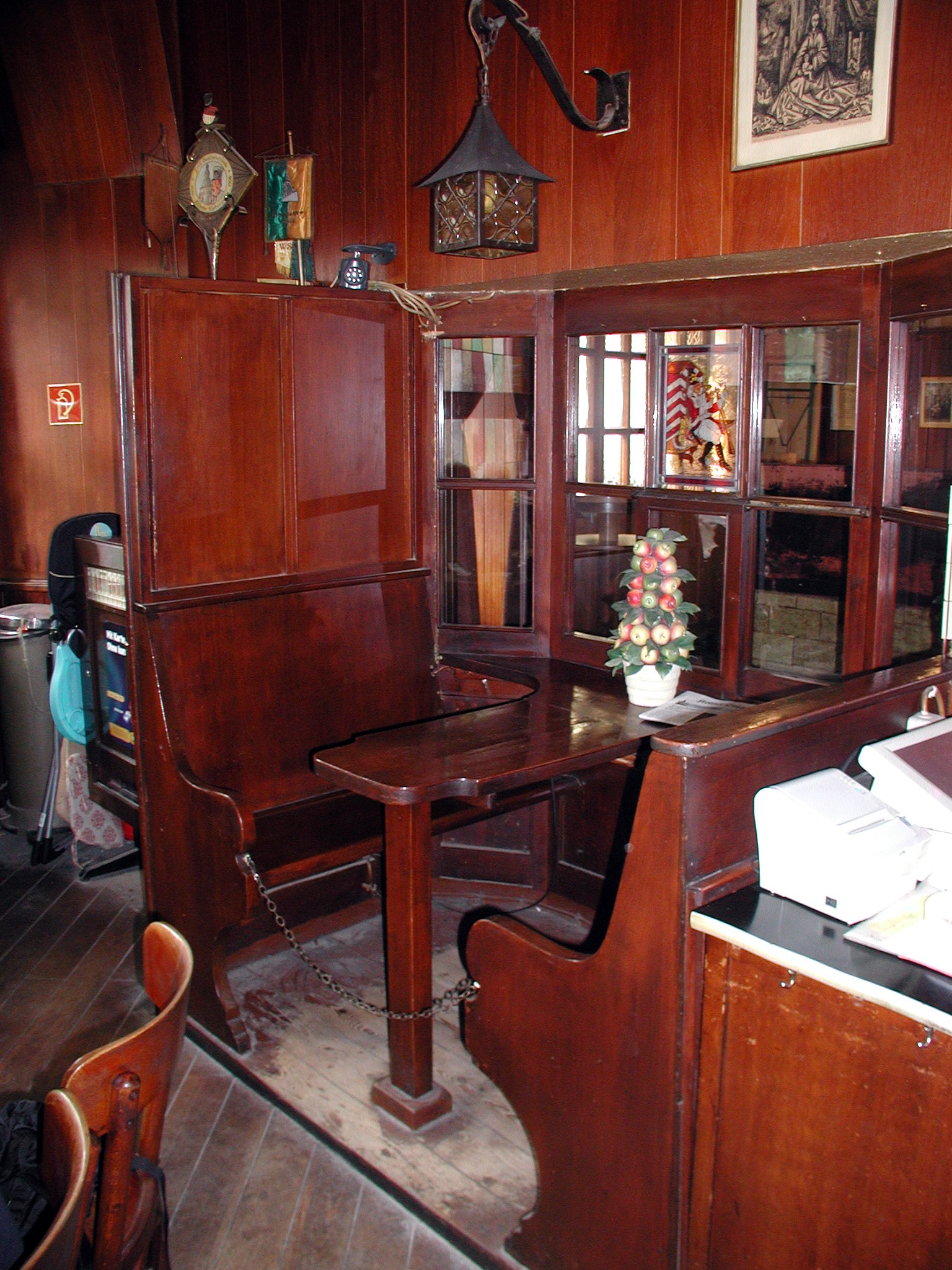
Das „Thekenschaaf“ der Schreckenskammer

Das ursprüngliche Gebäude des Brauhauses in der Goldgasse wurde laut der hauseigenen Chronik 1442 zum ersten Mal in einem Schreinsbuch erwähnt und 1487 in einer Steuerliste als Brauhaus geführt. Name und Eigentümer des Brauhauses wechselten im Laufe der nächsten Jahrhunderte mehrfach. Von 1589 ist der Name Zum Mailaen überliefert, ein Neubau in den 1650er Jahren trug den Namen Zum Marienbildchen.
Der letzte zünftige Braumeister des Marienbildchens an der Johannistraße 42/Ecke Goldgasse (Heute Busbahnhof bzw. der Standort des Kommerz-Hotels am Breslauer Platz) war 1798 Christian Firmenich, bevor die Kölner Zünfte durch die französische Revolutionsregierung aufgelöst wurden. 1912 findet sich im Kölner Adressbuch der Brauer Johann Krips als Inhaber der Schreckenskammer unter der Adresse Johannisstraße 40/42. Dieser ließ 1912 einen Neubau errichten und verkaufte das Brauhaus im November 1933 an den Bierbrauer Ferdinand Wirtz und seinen Sohn Cornelius, Vater und Großvater der aktuellen Gesellschafter Hermann-Josef Maria Wirtz und Georg Wirtz.
Das Gebäude am ursprünglichen Standort wurde 1943 durch alliierte Bombenangriffe zerstört. Nach dem Krieg wurde statt der zerstörten Häuserzeile auf einem Teil des Geländes der städtische Busbahnhof eingerichtet, das Eckgrundstück wurde einem anderen Eigentümer zugesprochen. Als Kompensation erhielt Cornelius Wirtz das Grundstück am aktuellen Standort in der Ursulagartenstraße unweit der romanischen Kirche St. Ursula.  Erst 1960 konnte hier die Gaststätte – weiter unter dem Namen Schreckenskammer – wiedereröffnet werden. Sie wird bis in die Gegenwart von der Familie Wirtz betrieben und wurde 2009 um ein Nachbargebäude erweitert und ausgebaut.

### Namensherkunft
Die Herkunft des Namens „Schreckenskammer“ ist unklar. Es gibt Anekdoten, nach der in den Räumen der Gaststätte Prüfungen einer benachbarten Eisenbahner-Lehranstalt stattfanden, was für die Prüflinge zum „Schrecken“ werden konnte. Eine alternative Theorie besagt, dass zum Tode Verurteile auf dem Weg zur Hinrichtungsstätte Weckschnapp in dem Gasthaus ihre Henkersmahlzeit erhalten hätten.

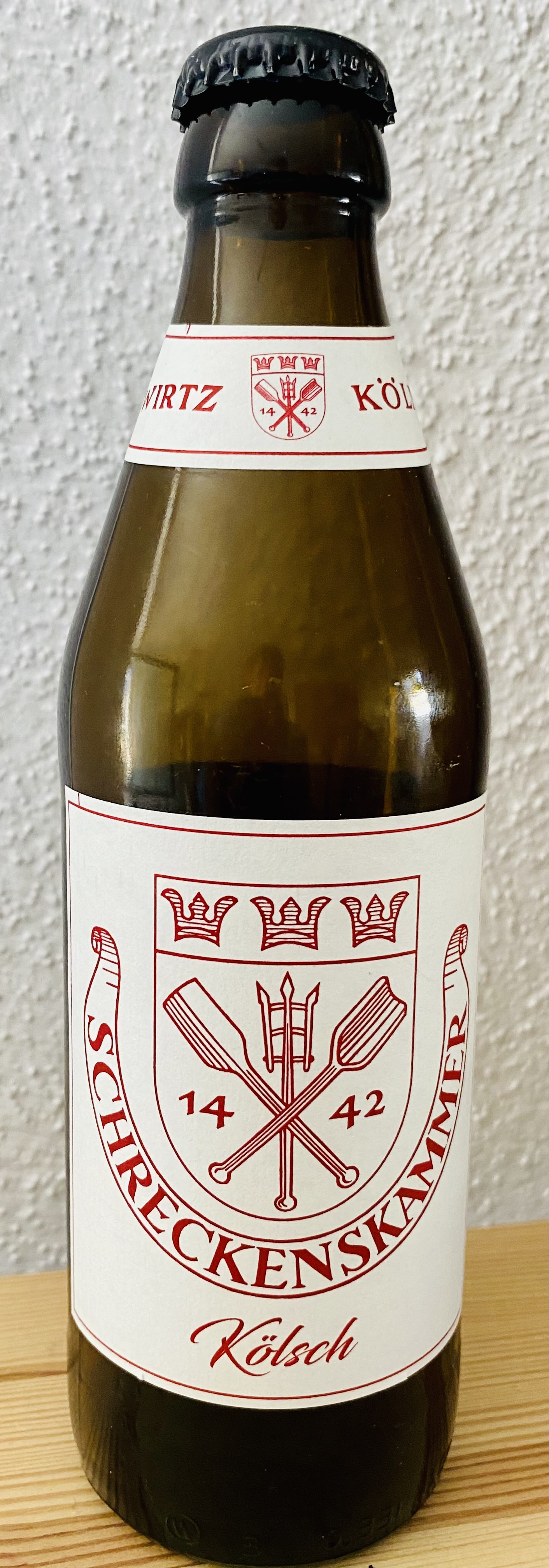
Schreckenskammer Bier

## Bier
Der Gastronomiebetrieb schenkt das hauseigene Schreckenskammer-Kölsch aus. Bis 2017 wurde es in Lohnsud  von der Radeberger-Gruppe, seit  2018 durch die Kölner Früh-Brauerei gebraut. Seitdem wird es auch in Getränke- und Supermärkten vertrieben. Im Vergleich zu anderen Kölschmarken mit einem Alkoholgehalt von durchschnittlich 4,8 % hat das Schreckenskammer-Kölsch ca. 5,0 % Alkohol und wird traditionell ohne Zusatz von Kohlensäure in 0,5l Euro-Flaschen abgefüllt; seit April 2020 gibt es Schreckenskammer Kölsch auch zusätzlich in 0,33l Euroflaschen.